# Herbert Plattner
Herbert Plattner (* 9. November 1966; † 14. November 1995) war ein deutscher Eishockeyspieler, der unter anderem 17 Partien für den EC Hedos München in der Bundesliga absolvierte, den Großteil seiner Karriere aber in der 2. Bundesliga verbrachte.

## Karriere
Bei seinem Heimatverein VERE Selb, dessen erste Mannschaft in der 2. Bundesliga antrat, begann Herbert Plattner in der Saison 1984/85 seine Profikarriere. Nachdem der Verein nach der Spielzeit 1986/87 Insolvenz anmelden musste, wechselte er innerhalb der Liga zum SV Bayreuth. Aufgrund einer Verletzung verpasste er in der Saison 1988/89, die Bayreuth als Zweitliga-Meister abschließt, einen Großteil der Spiele. In der folgenden Spielzeit 1989/90 gelang der Mannschaft die Titelverteidigung, den Aufstieg verpasste sie jedoch abermals knapp.
Die Saison 1990/91 verbrachte Plattner, der meist als Verteidiger, hin und wieder aber auch als Stürmer eingesetzt wurde, etwa zur Hälfte beim Zweitligisten EV Stuttgart sowie beim Bundesligisten EC Hedos München. Die 13 Hauptrunden- und 4 Playoff-Spiele für München blieben seine einzigen Einsätze in der höchsten Spielklasse. Ab 1991 lief er zwei Jahre lang für den ECD Sauerland auf, ehe er zum EHC Trier kam. Mit dem Regionalligisten stieg er in der Saison 1993/94 in die neu geschaffene 1. Liga auf, die direkt unterhalb der Deutschen Eishockey Liga (DEL) angesiedelt war.
Nach zwei Jahren in Trier wechselte er im Sommer 1995 zum 1. EV Weiden. Aufgrund von Verletzungen kam er dort nur auch sechs Einsätze, bis er im November 1995 auf dem Weg zum Training verunglückte und infolge des Verkehrsunfalls kurz nach seinem 29. Geburtstag ums Leben kam.

## Erfolge und Auszeichnungen
- 1989 Meister der 2. Bundesliga mit dem SV Bayreuth
- 1990 Meister der 2. Bundesliga mit dem SV Bayreuth
- 1994 Aufstieg in die 1. Liga mit dem EHC Trier

## Karrierestatistik
(Legende zur Spielerstatistik: Sp oder GP = absolvierte Spiele; T oder G = erzielte Tore; V oder A = erzielte Assists; Pkt oder Pts = erzielte Scorerpunkte; SM oder PIM = erhaltene Strafminuten; +/− = Plus/Minus-Bilanz; PP = erzielte Überzahltore; SH = erzielte Unterzahltore; GW = erzielte Siegtore; 1 Play-downs/Relegation; Kursiv: Statistik nicht vollständig)

## Familie
Herbert Plattner war der ältere Bruder des Eishockeyspielers Anton Plattner, der unter anderem für den Mannheimer ERC bzw. die Adler Mannheim in der Bundesliga und Deutschen Eishockey Liga (DEL) aktiv war. Beide begannen ihre Karriere zeitgleich beim VERE Selb und spielten auch beim SV Bayreuth in einer Mannschaft.